# (21066) 1991 NG5
A (21066) 1991 NG5 a Naprendszer kisbolygóövében található aszteroida. Henri Debehogne fedezte fel 1991. július 10-én.